# Retrato del cardenal Alejandro Farnesio
El Retrato del cardenal Alejandro Farnesio es un retrato del cardenal Alejandro Farnesio (el futuro Papa Pablo III), pintado por Rafael Sanzio, entre 1509 y 1511.

## Historia
Considerado en el pasado como retrato de Silvio Passerini, actualmente se considera más probable que sea de Alejandro Farnesio. Atribuido tradicionalmente a Rafael, ha sido impugnado por Giovanni Battista Cavalcaselle, que lo dejó como obra de la escuela florentina del siglo XVI, mientras que Morelli afirma que es trabajo de la escuela de Sanzio. Berenson, Venturi y Fischel a su vez lo juzgaron como trabajo autógrafo.
Hoy en día, a pesar de que la precaria situación de conservación impide despejar todas las dudas, por lo general se refiere al mismo Rafael como el diseñador y ejecutor principal del retrato.
La fecha se fija entre 1509 y 1512, cuando Farnesio, se convirtió en obispo de Parma, y comienza una campaña para aumentar su prestigio personal, con el apoyo del partido Medici.

## Descripción
El cardenal posa junto a una ventana, con un primer plano luminoso en una sala oscura. Su delicada mano derecha sostiene una carta.
La pintura se guarda en el Museo de Capodimonte en Nápoles.

## Sitios externos
- Datos de la pintura
- Tarjeta informativa de la pintura, en el sitio oficial del Museo de Capodimonte (enlace roto disponible en Internet Archive; véase el historial, la primera versión y la última).

- Datos: Q2635552
- Multimedia: Cardinal Alessandro Farnese (Raffaello) / Q2635552